# Серкё (Кальвадос)
Серкё (фр. Cerqueux) — коммуна во Франции, находится в регионе Нижняя Нормандия. Департамент коммуны — Кальвадос. Входит в состав кантона Орбек. Округ коммуны — Лизьё.
Код INSEE коммуны — 14148.

## Население
Население коммуны на 2010 год составляло 95 человек.
| 1962 | 1968 | 1975 | 1982 | 1990 | 1999 | 2010 |
| ---- | ---- | ---- | ---- | ---- | ---- | ---- |
| 97   | 107  | 99   | 96   | 104  | 94   | 95   |

## Экономика
В 2010 году среди 56 человек трудоспособного возраста (15—64 лет) 37 были экономически активными, 19 — неактивными (показатель активности — 66,1 %, в 1999 году было 55,6 %). Из 37 активных жителей работали 34 человека (18 мужчин и 16 женщин), безработных было 3 (2 мужчин и 1 женщина). Среди 19 неактивных 5 человек были учениками или студентами, 9 — пенсионерами, 5 были неактивными по другим причинам.